# Танасов, Сергей Иванович
Сергей Иванович Танасов (род. 6 августа 1955, село Почапинцы, Чемеровецкий район, Хмельницкая область) — украинский политик.

## Биография
Отец Иван Николаевич (1918—1990) — ветеран войны, колхозник. Мать Клавдия Александровна (1925) — учительница, пенсионерка.
В 1972—1973 годах учился в Каменец-Подольском ПТУ № 1. В 1973—1974 годах работал слесарем, водителем электропогрузчика заводоуправления строительных материалов в городе Белая Церковь.
В 1974—1976 годах находился на службе в армии.
С 1976 года работал на Каменец-Подольском цементном заводе слесарем, помощником машиниста вращающейся печи, сменным мастером, с 1979 года — секретарем парткома.
В 1982 году окончил Каменец-Подольский индустриальный техникум, по специальности — техник-технолог.
С 1990 года начальник отдела кадров, с 1991 года — заместитель директора, заместитель генерального директора Каменец-Подольского цементного завода.
С марта 1998 до апреля 2002 — Народный депутат Украины 3-го созыва. Председатель подкомитета по вопросам обеспечения деятельности депутатов Комитета по вопросам регламента, депутатской этики и организации работы Верховной Рады Украины (с июля 1998), член фракции КПУ (с мая 1998 года).
Жена Лариса Алексеевна (1959) — паспортист. Сыновья Дмитрий (1978), Сергей (1979), Иван (1986).